# Ferrán Martínez
Ferrán Martínez Garriga (Barcellona, 25 aprile 1968) è un ex cestista spagnolo.

## Carriera
Con la Spagna ha i Giochi olimpici di Seul 1988, due edizioni dei Campionati mondiali (1990, 1994) e cinque dei Campionati europei (1987, 1989, 1993, 1995, 1997).

## Palmarès

### Titoli nazionali
- Liga catalana: 5

Barcellona: 1989, 1995
Joventut Badalona: 1990, 1991, 1992
- Campionato spagnolo: 7

Barcellona: 1986-87, 1987-88, 1989-90, 1994-95, 1995-96
Joventut Badalona: 1990-91, 1991-92
- Copa del Rey: 2

Barcellona: 1987, 1988
- Supercoppa spagnola: 1

Barcellona: 1987
- Copa Príncipe de Asturias: 2

Barcellona: 1988
Joventut Badalona: 1991
- Campionato greco: 1

Panathinaikos: 1997-98

### Titoli internazionali
- Coppa Intercontinentale: 1

Panathinaikos: 1996
- Coppa delle Coppe: 2

Barcellona: 1984-85, 1985-86
- Supercoppa europea: 1

Barcellona: 1986
- Coppa Korać: 1

Barcellona: 1986-87
- Coppa dei Campioni: 1

Joventut Badalona: 1993-94